# Filipówka (województwo mazowieckie)
Filipówka – wieś sołecka w Polsce położona w województwie mazowieckim, w powiecie garwolińskim, w gminie Borowie. 
| SIMC    | Nazwa   | Rodzaj    |
| ------- | ------- | --------- |
| 0668689 | Gródź   | część wsi |
| 0668695 | Wycinka | część wsi |

Wieś szlachecka położona była w drugiej połowie XVI wieku w powiecie garwolińskim  ziemi czerskiej województwa mazowieckiego. W latach 1975–1998 miejscowość administracyjnie należała do województwa siedleckiego.
29 września 1939 r. we wsi Filipówka rozwiązana została Samodzielna Kompania Czołgów R-35.
Wierni Kościoła rzymskokatolickiego należą do parafii Świętej Trójcy w Borowiu.